# ARA General San Martín (Q-4)
«Генера́л Сан-Марти́н» — аргентинский дизель-электрический ледокол. Назван в честь Хосе де Сан-Мартина.

## История строительства и службы
Построен в 1954 году в Германии по заказу Аргентины. Ледокол имел два кормовых винта. Первым капитаном корабля был капитан-де-фрагата Луис Тристан де Вильялобос.
В зимний период выполнял работу по проводке судов в Антарктике.

## Интересные факты
Ледокол «Генерал Сан-Мартин» изображён на почтовых марках Аргентины